# Hrabstwo Alpena

Piramida wieku hrabstwa

Alpena – hrabstwo w stanie Michigan w USA. Populacja liczy 29 598 mieszkańców (stan według spisu z 2010 roku). Stolicą hrabstwa jest Alpena.
Powierzchnia hrabstwa to 4390 km² (w tym 2903 km² stanowią wody). Gęstość zaludnienia wynosi 21 osób/km². 

## Miasta
- Alpena
- Ossineke (CDP)